# Sitting Ducks (aflevering)
Sitting Ducks is een aflevering van de Amerikaanse dramaserie Tour of Duty.

## Synopsis
From 1963 to 1967 more than 20 Buddhist Monks committed ritual suicide to protest political oppression in South Vietnam.

(Van 1963 tot 1967 pleegden meer dan 20 boeddhistische monniken rituele zelfmoord uit protest tegen politieke onderdrukking in Zuid-Vietnam.)

## Verhaal
Het peloton wordt naar een klein dorpje gestuurd om daar een andere peloton af te lossen dat bezig is met een nieuwe irrigatiesysteem aan te leggen. Wanneer ze daar aankomen, schiet de leidinggevende officier van het andere peloton zichzelf door het hoofd, blijkbaar verward over alle mannen die hij daar verloor. Sld. Horn raakt ondertussen geïnspireerd door de boeddhistische monniken die in een nabij gelegen tempel wonen. Nadat ze bij elke patrouille die ze uitvoeren onder vuur worden genomen, vermoeden ze dat iemand in het dorp de Vietcong tipt over waar en wanneer er een patrouille is. Uiteindelijk komen ze erachter dat de boeddhistische monniken degene zijn die door middel van hun tempelklok de Vietcong inlichten.

## Muziek
| Artiest      | Nummer                 |
| ------------ | ---------------------- |
| The Kingsmen | Louie Louie            |
| Procol Harum | A Whiter Shade of Pale |

Seizoen 1: Pilot · Notes from the Underground · Dislocations · War Lover · Sitting Ducks · Burn Baby, Burn · Brothers, Fathers, and Sons · The Good, the Bad, and the Dead · Battling Baker Brothers · Nowhere to Run · Roadrunner · Pushin' Too Hard · USO Down · Under Siege · Soldiers · Gray-Brown Odyssey · Blood Brothers · The Short Timer · Paradise Lost · Angel of Mercy · The Hill

Seizoen 2: Saigon: Part 1 · Saigon: Part 2 · For What It's Worth · True Grit · Non-Essential Personnel · Sleeping Dogs · I Wish It Would Rain · Popular Forces · Terms of Enlistment · Nightmare · Promised Land · Lonesome Cowboy Blues · Sins of the Fathers · Sealed with a Kiss · Hard Stripe · The Volunteer

Seizoen 3: The Luck · Doc Hock · The Ties That Bind · Lonely at the Top · A Bodyguard of Lies · A Necessary End · Cloud Nine · Thanks for the Memories · I Am What I Am · World in Changes · Green Christmas · Odd Man Out · And Make Death Proud to Take Us · Dead Man Tales · Road to Long Binh · Acceptable Losses · Vietnam Rag · War Is a Contact Sport · Three Cheers for the Orange, White and Blue · The Raid · Payback